# Últimas Noticias (Uruguay)
Últimas Noticias fue un diario uruguayo de circulación nacional, que se editaba en Montevideo. Fue fundado el 18 de septiembre de 1981 con edición vespertina. Pertenecía al Grupo Empresarial de la Unificación, propiedad de la Iglesia de la Unificación.
Las temáticas principales que fueron abordadas en sus ediciones fueron la política, la economía, los deportes y la información de actualidad. Su último director fue Álvaro Giz y contaba con varias secciones en su edición.

## Historia
En sus comienzos en 1981, el diario se editó bajo la dirección y edición de Julián Safi, subdirección de Carlos F. Estellano y redacción responsable de Omar Piva.
Su línea editorial estaba claramente marcada por el proceso dictatorial de esos años en el país por lo que declaran desde su primera edición estar «contra el marxismo leninismo y los dirigentes políticos comunistas, cualquiera sea la forma de su presencia".
Años más tarde, la dirección pasó a ser de Federico Solé que, al igual que Safi, provenía del matutino La Mañana. Solé permaneció en la dirección hasta febrero de 2005. Le sucedió el periodista Álvaro Giz.

## Suplementos
Durante el proceso de transición hacia la democracia (1980-1984), proliferaron en Uruguay y especialmente en Montevideo, más de 30 publicaciones de edición semanal en su mayoría, de corte político-partidario y económico que competían con los diarios tradicionales. La mayoría de ellas dejaron de existir ya restablecida la democracia en 1985. 
Fue entonces que los diarios de tirada nacional ajustaron sus estrategias de ventas para absorber los lectores de esta prensa alternativa, en su mayoría de clase media.
Últimas Noticias no fue la excepción y en los años que siguieron, incorporó a su edición impresa, distintos suplementos de temáticas variadas.
Algunos de ellos fueron:
- TV Noticias. Revista que salía todos los viernes con noticias sobre espectáculos.
- Pandora. Suplemento cultural que se publicaba todos los sábados.
- Guía del Turf. Suplemento deportivo dedicado al Turf que se publicaba todos los sábados.
- Guambia. Revista de humor de actualidad creada tras la clausura de "El Dedo" durante la dictadura. Esta revista se editó primero en forma independiente en el año 1983, hasta el 2001, cuando su dirección decidió cerrarla. Aparece por primera vez como suplemento de los sábados de Últimas Noticias en el año 2003.[2]

## Internet
Con el surgimiento de internet, los medios de prensa escrita tradicionales y se aventuraron en la red de redes configurando sus primeras ediciones digitales. Primero fue El Observador en 1993, luego de El País en 1996, La República en 1998, y Últimas Noticias en 1999. Los semanarios como Brecha en Montevideo y El Telégrafo en Paysandú actuaron en forma similar en la misma década.
En mayo de 2012 se lanzó el nuevo portal de noticias, en el cual se modifica el nombre de Últimas Noticias a UNoticias. A su vez la edición impresa pasa a ser matutina en lugar de vespertina.
En agosto de 2012 la Impresora Polo S.A, editora del diario desde su fundación, publicó un comunicado anunciando la suspensión de la edición impresa del diario en favor de la plataforma digital www.ultimasnoticias.com.uy ya en funcionamiento, a causa de los cambios en los hábitos de lectura de los consumidores. A raíz de esta situación los trabajadores de dicha empresa resolvieron ocupar el local de Unoticias en la calle Paysandú 1179. Posteriormente, el diario dejó de editarse también en la web.